# Naram-Sinova stela
Naram-Sinova stela je komemorativna stela (uspravni kameni spomenik) kojom je vladar Akadskog carstva, Naram Sin (2254. – 2218. pr. Kr.), zabilježio svoju pobjedu nad narodom Lulubima s planine Zagros. O čemu svjedoči natpis klinastim pismom na samoj steli (na prikazanoj planini). Ona je najvažnije djelo carske akadske umjetnosti i prvi put spomenikom zabilježen vojni uspjeh vladara u povijesti. Novi način bilježenja događaja s natpisima i reljefima služio je kako bi se važni događaji učinili besmrtnima. Stela koja je napravljena kao spomenik akadske pobjede ukradena je kao znak akadskog poraza u 12. stoljeću pr. Kr. i prenesena u drevni grad Susu kao ratni plijen, gdje su je i pronašli moderni arheolozi. Upravo toj ironičnoj činjenici duguje zahvalnost za svoj opstanak.
Naram-Sinova stela upravo odražava vojni, politički i vjerski autoritet Naram-Sina. Rogatom kapom on je poistovjećen s božanstvom, a svojom veličinom i centralnim položajem dominira prikazom (hijerarhija). Njegova bogata brada simbolizira životnu vitalnost, a oko vrata nosi ogrlicu od zaštitnih perli. Također, božansko prisustvo predstavljaju zvijezde koje sjaju s vrha brda na koje se uspinje Naram-Sin naoružan lukom i sjekirom. Podloga reljefa je stupnjevana u nekoliko niskih izbočenja koja se uočavaju po svojim valovitim rubovima koji sugeriraju tlo po kojemu koračaju prikazani likovi. Ujednačeni ritam se ponavlja i u oblicima vojnika s lijeva koji prate vijugavu liniju dok se penje prema najvišoj točki kompozicije, stožastom brdu. 
S druge strane, pobijeđeni su prikazani u naglom kompozicijskom padu i u različitim položajima – mole se, kleče, padaju i niti jedan pokret, pa ni jedan oblik, se ne ponavlja. Ova suprotnost kompozicija je jasna korelacija između uspjeha Naram-Sina i propasti neprijatelja. U skladu s tim, Naram-Sin u trijumfu gazi preko dva neprijateljska tijela čija nagost jasno govori kako su mrtvi.
Naram-Sinov položaj tijela predstavlja akadsku viziju fizičkog savršenstva koje je znak njegovog "božanstva" ili "ispravnosti" kao vladara. Prikazan je s desne strane u duhu mezopotamijskog vjerovanja da je vladareva desna strana (uključujući njegovu desnu ruku i desno uho) mora ostati netaknuta kako bi njegova država prosperirala.

## Poveznice
- Akadska umjetnost
- Hamurabijeva stela